# DRB BR 50
Паровоз DRB Baureihe 50 (DRB Class 50) — Германский стандартизованый грузовой паровоз (Einheitslok) использовавшийся Deutsche Reichsbahn, являющийся одним из самых удачных паровозов, выпущенных по заказу DR.